# Departamento del Magdalena (Gran Colombia)
El departamento del Magdalena fue una subdivisión administrativa y territorial de la Gran Colombia ubicada al norte de la actual Colombia.
El departamento fue creado en 1821, y perduró hasta la disolución del país en 1830. Sin embargo en 1886 resurgió de nuevo, aunque con una mucho menor extensión, como uno de los 9 departamentos que dieron origen a la actual República de Colombia.
El territorio del departamento de Magdalena incluía todo el territorio de lo que es hoy el Caribe colombiano. Magdalena era uno del los 5 departamentos que componían el Distrito del Centro. La capital del departamento fue Cartagena de Indias.

## Historia

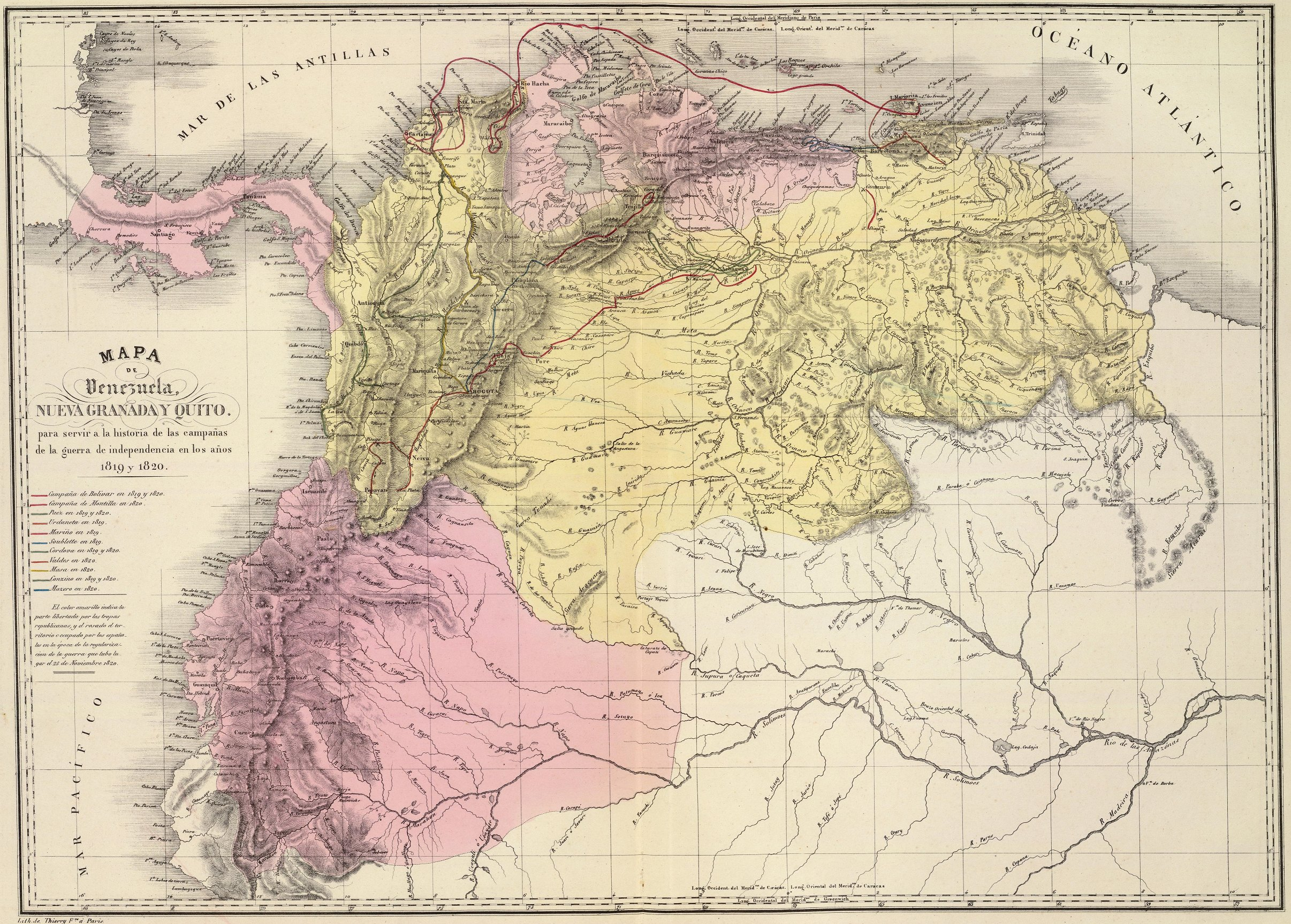
Venezuela y Nueva Granada entre 1819 y 1820. En rojo los territorios en poder de las fuerzas españolas. En amarillo los territorios independientes.

En 1820, se hallaban en poder de los españoles todo el departamento de Quito, el centro-norte de Venezuela y las regiones de Cartagena de Indias y Santa Marta. Luego de la Batalla de Boyacá, el nuevo presidente de Colombia  Simón Bolívar ordenó la ocupación de la Provincia de Santa Marta y la Provincia de Cartagena que áun estaban bajo control español. Una a una las ciudades costeñas fueron cayendo bajo el poder de los patriotas. El 10 de octubre de 1821, con la toma de Cartagena de Indias terminó la expulsión del dominio hispánico en esas provincias, que ahora pasarían a hacer parte de la Gran Colombia.
El 12 de octubre de 1821, se produce una nueva reorganización que crea los departamentos de Boyacá, Magdalena y Cauca a partir del de Cundinamarca. El departamento de Magdalena se creó uniendo las antiguas provincias coloniales de Cartagena y Santa Marta.
El gobierno sería presidido por un Intendente entre 1824 y 1829, y a partir de este último año y hasta 1831 por un prefecto. El Departamento se dividiría en Provincias gobernadas por Gobernadores, las provincias se dividirían en Cantones presididos por Jefes Políticos y los cantones se dividirían en parroquias, gobernadas por alcaldes parroquiales.

## Divisiones administrativas

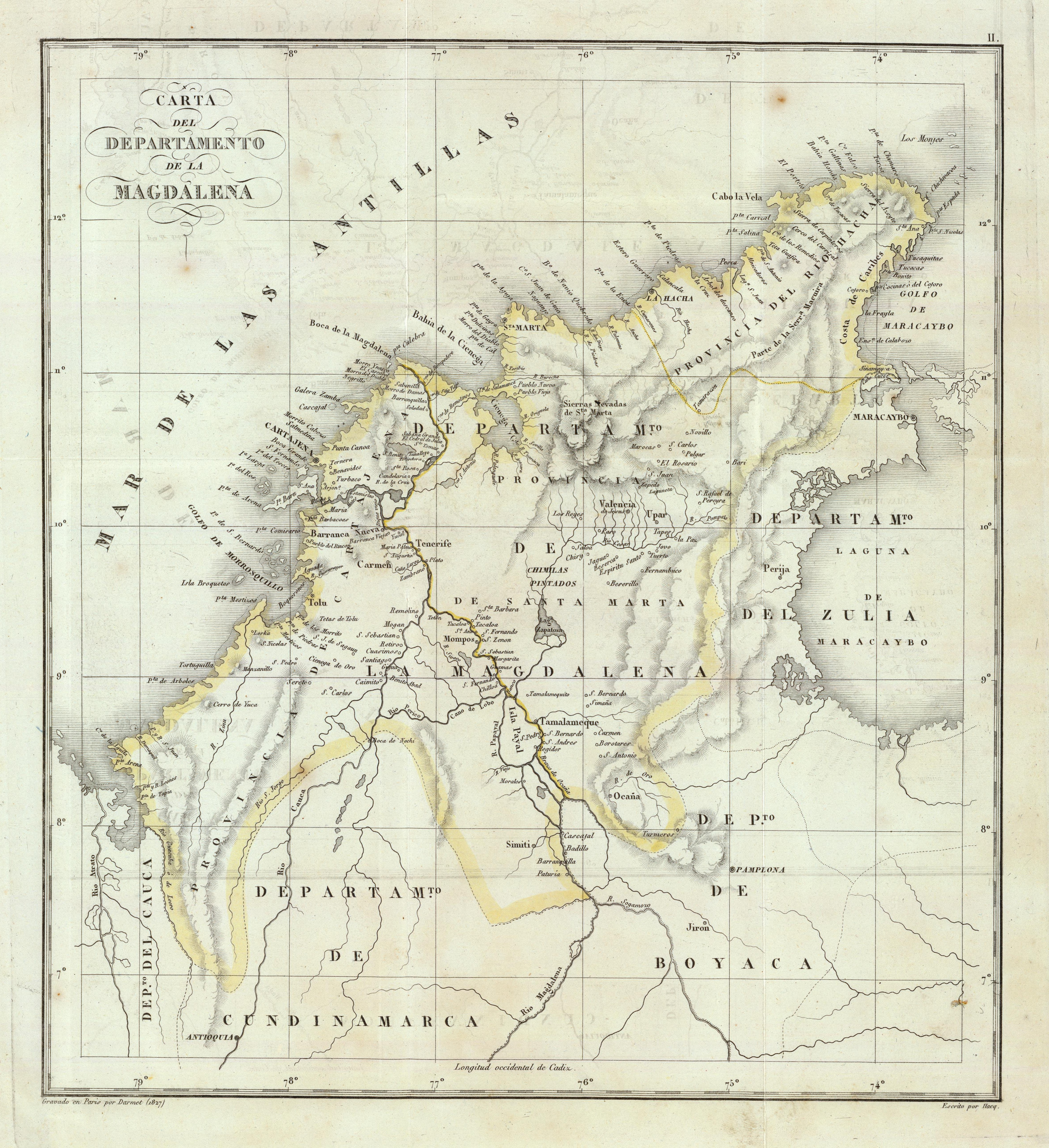
Carta del departamento del Magdalena y sus divisiones administrativas en 1827.

En 1824, por medio de la Ley de División Territorial de la República de Colombia, el departamento se subdividía en provincias. De acuerdo a las leyes de la Gran Colombia, a la cabeza del gobierno civil del departamento se hallaba un Intendente y la autoridad militar estaba representada por el comandante general del departamento.
Según la Ley de División Territorial de la República de Colombia del 25 de junio de 1824, el departamento del Magdalena comprendía 3 provincias y 23 cantones:
- Provincia de Cartagena. Capital: Cartagena de Indias. Cantones: Barranquilla, Carmen, Cartagena, Chinú, Corozal, Lorica, Magangué, Mahates, Majagual, Mompós, San Benito Abad, Simití, Soledad, Tolú e Islas de San Andrés.
- Provincia de Riohacha. Capital: Riohacha. Cantones: Riohacha y Cesar (San Juan de Cesar).
- Provincia de Santa Marta. Capital: Santa Marta. Cantones: Santa Marta, Valle de Upar, Ocaña, Tenerife, Tamalameque y Valencia de Jesús.